# 大花醉魂藤
大花醉魂藤（学名：Heterostemma grandiflorum）是夹竹桃科醉魂藤属的植物。分布在越南以及中国大陆的四川、广东、广西、云南等地，生长于海拔300米至1,850米的地区，见于山地疏林中、山谷潮湿地方、攀援树上和石上，目前尚未由人工引种栽培。